# Apantesis
Apantesis là một chi bướm đêm thuộc phân họ Arctiinae, họ Erebidae. Nó gồm các loài:
- Apantesis carlotta Ferguson, 1985
- Apantesis bicolor Hampson, 1904
- Apantesis nais (Drury, 1773)
- Apantesis phalerata (Harris, 1841)
- Apantesis vittata (Fabricius, 1787)